# سیارک ۱۰۱۵۹
سیارک ۱۰۱۵۹ (به انگلیسی: 10159 Tokara، نامگذاری:1994XS4) ده هزار و صد و پنجاه و نهمین سیارک کشف شده‌است که در ۹ دسامبر ۱۹۹۴ کشف شد.
قدر مطلق سیارک برابر ۱۴٫۱ است.